# N454 (België)
De N454 is een gewestweg in België tussen Ronse (N48) en Grotenberge (N42).
De weg heeft een lengte van ongeveer 26 kilometer. De gehele weg bestaat uit twee rijstroken voor beide rijrichtingen samen. Het gedeelte tussen Ronse en Horebeke bevat echter grote delen zonder belijning.
De weg werd op verschillende plaatsen heraangelegd: in 2017 in Zottegem (Sint-Andriessteenweg) , in 2018 in Zwalm (Zottegemsesteenweg) . In 2022 werden de fietspaden heraangelegd tussen Strijpen en Roborst .

## Plaatsen langs de N454
- Ronse (Statieberg)
- Schorisse
- Horebeke
- Sint-Blasius-Boekel
- Rozebeke
- Roborst
- Strijpen
- Zottegem (o.a. Stationsplein, Stationsstraat, Hoogstraat)

## Afbeeldingen

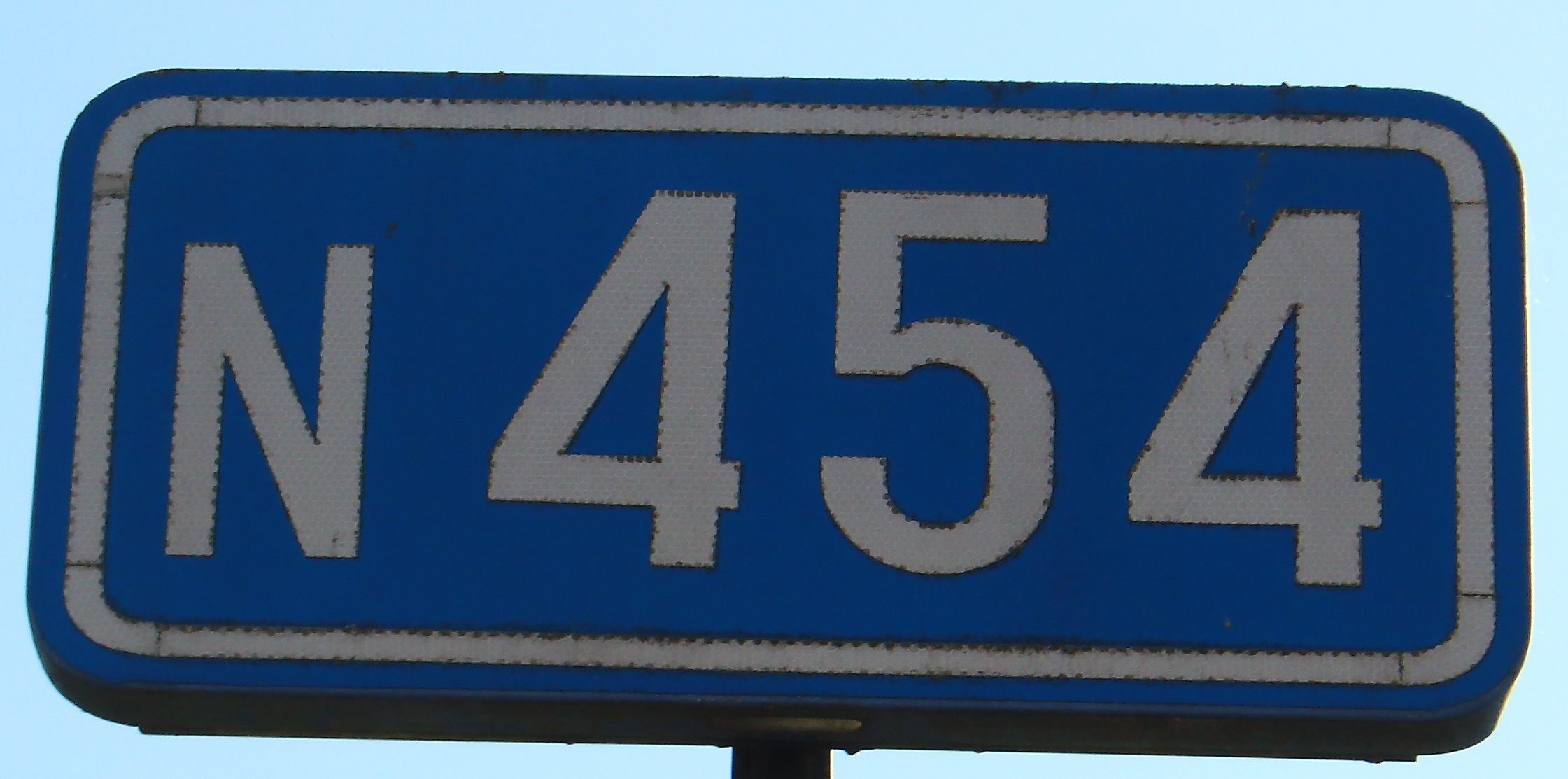
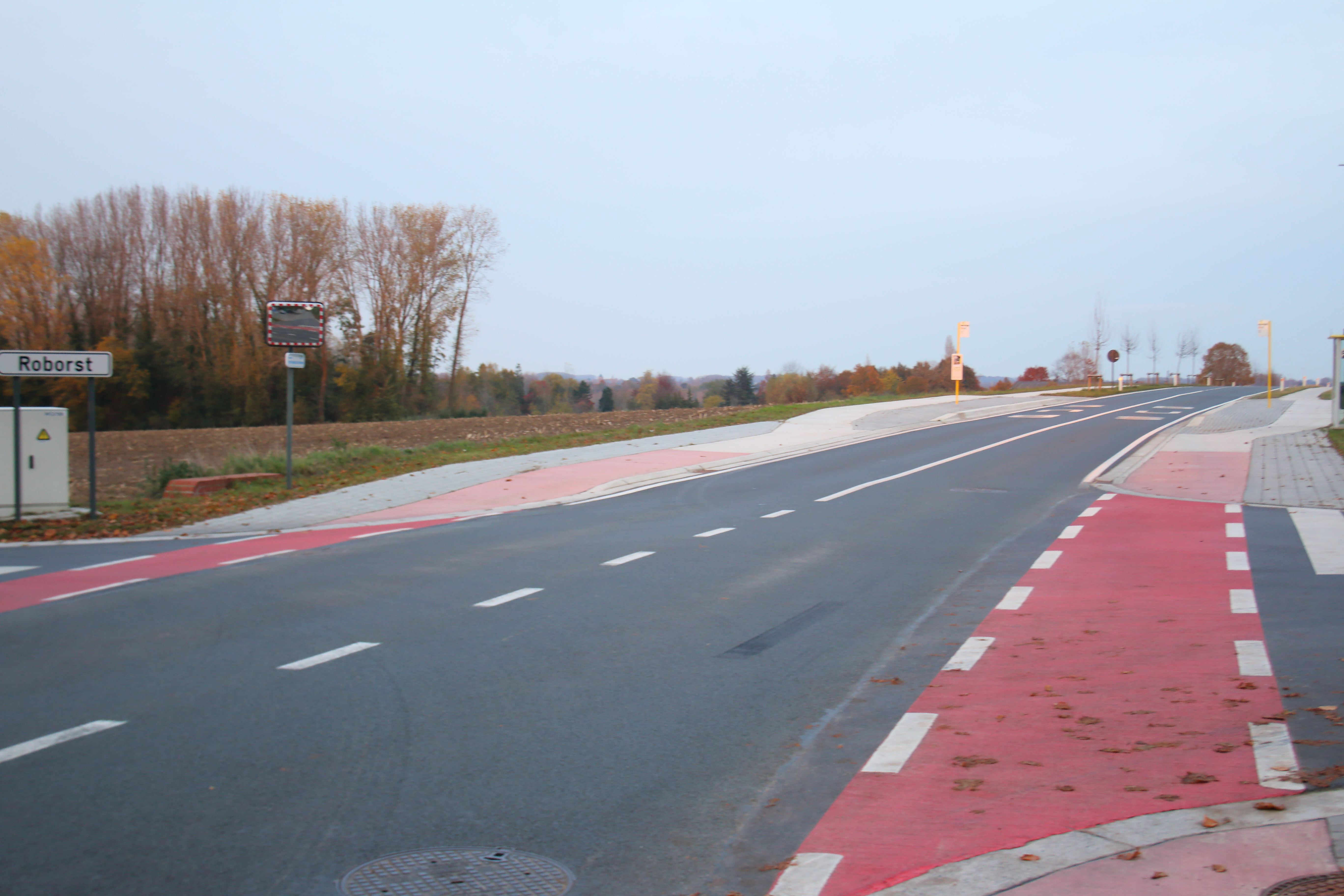
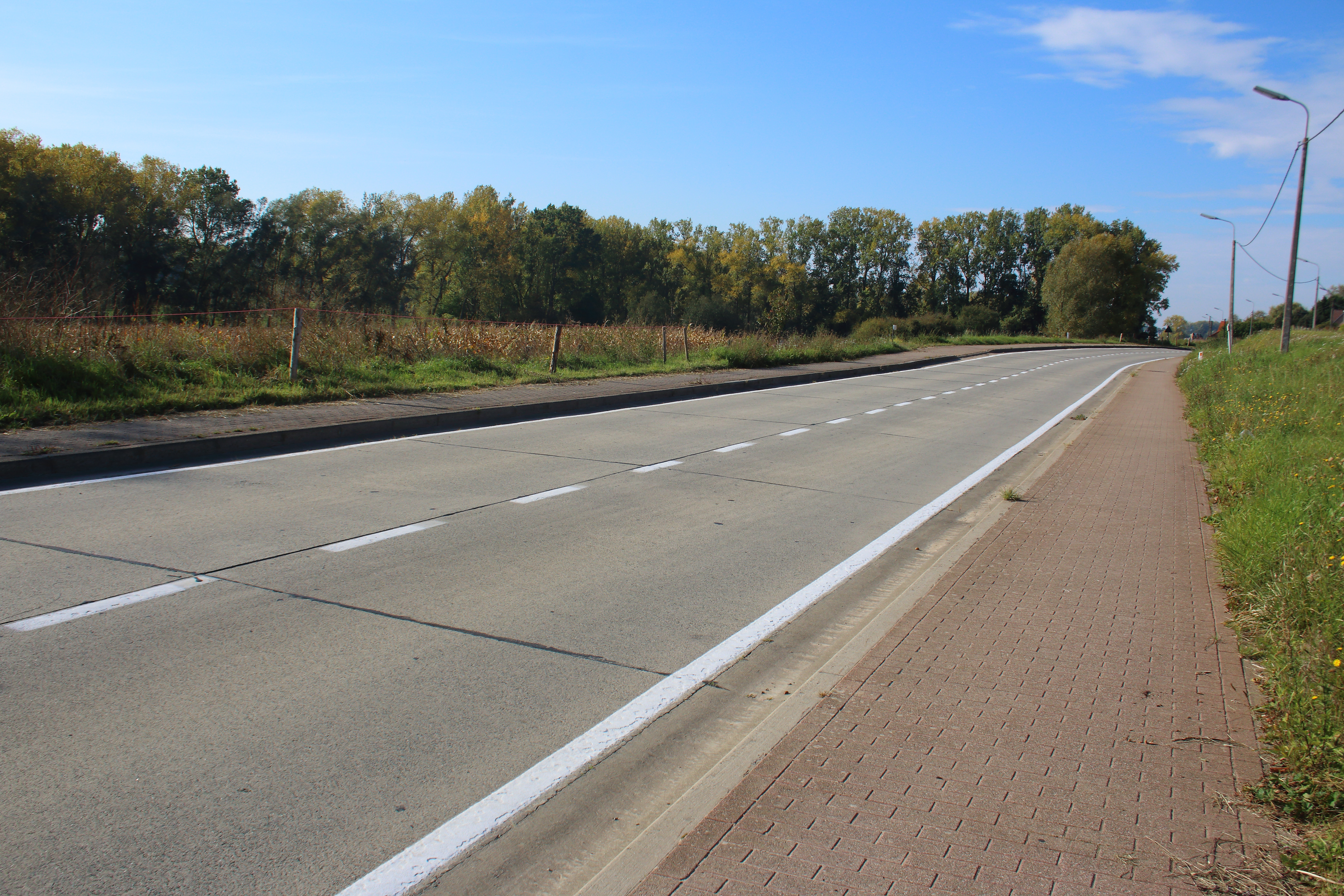
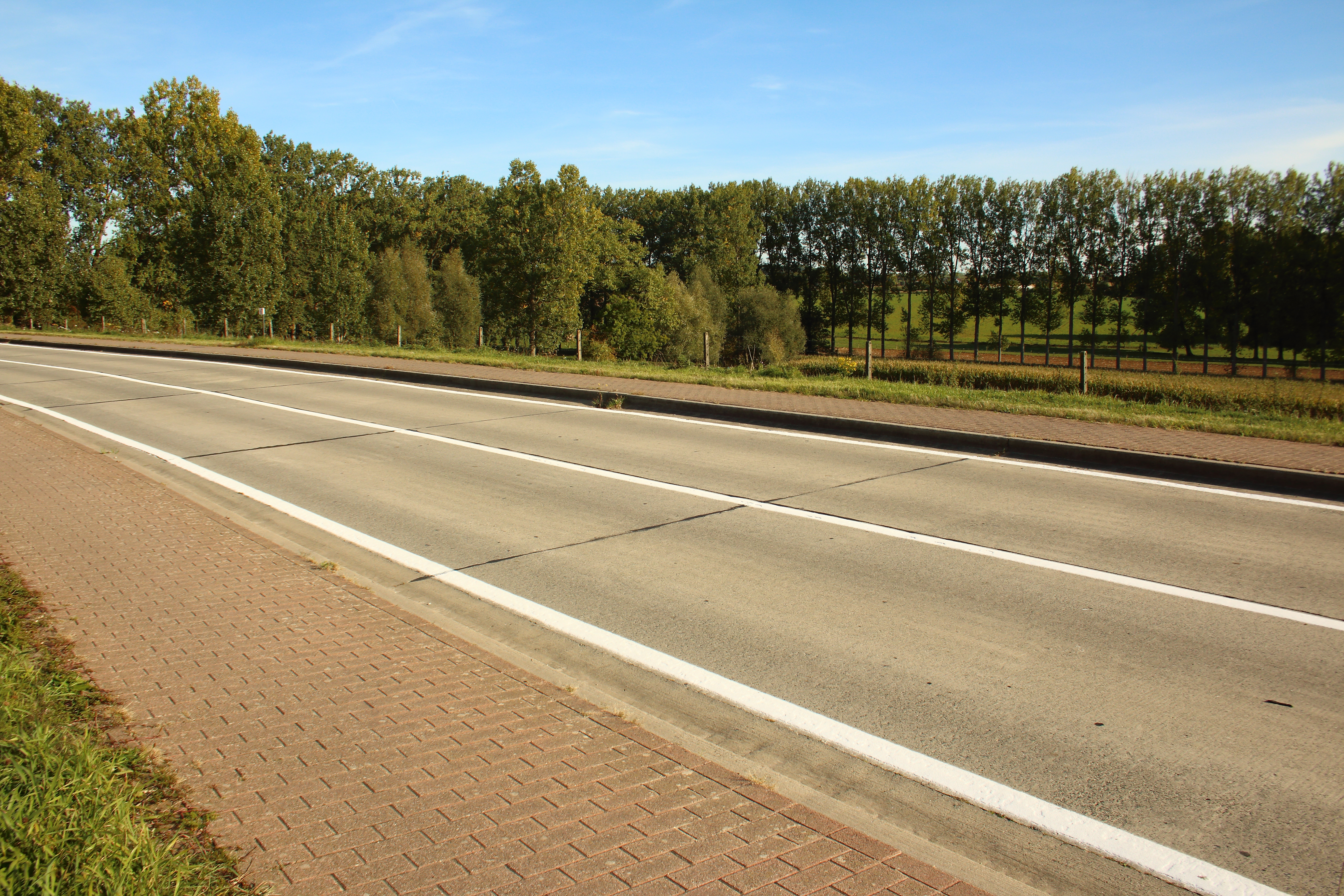
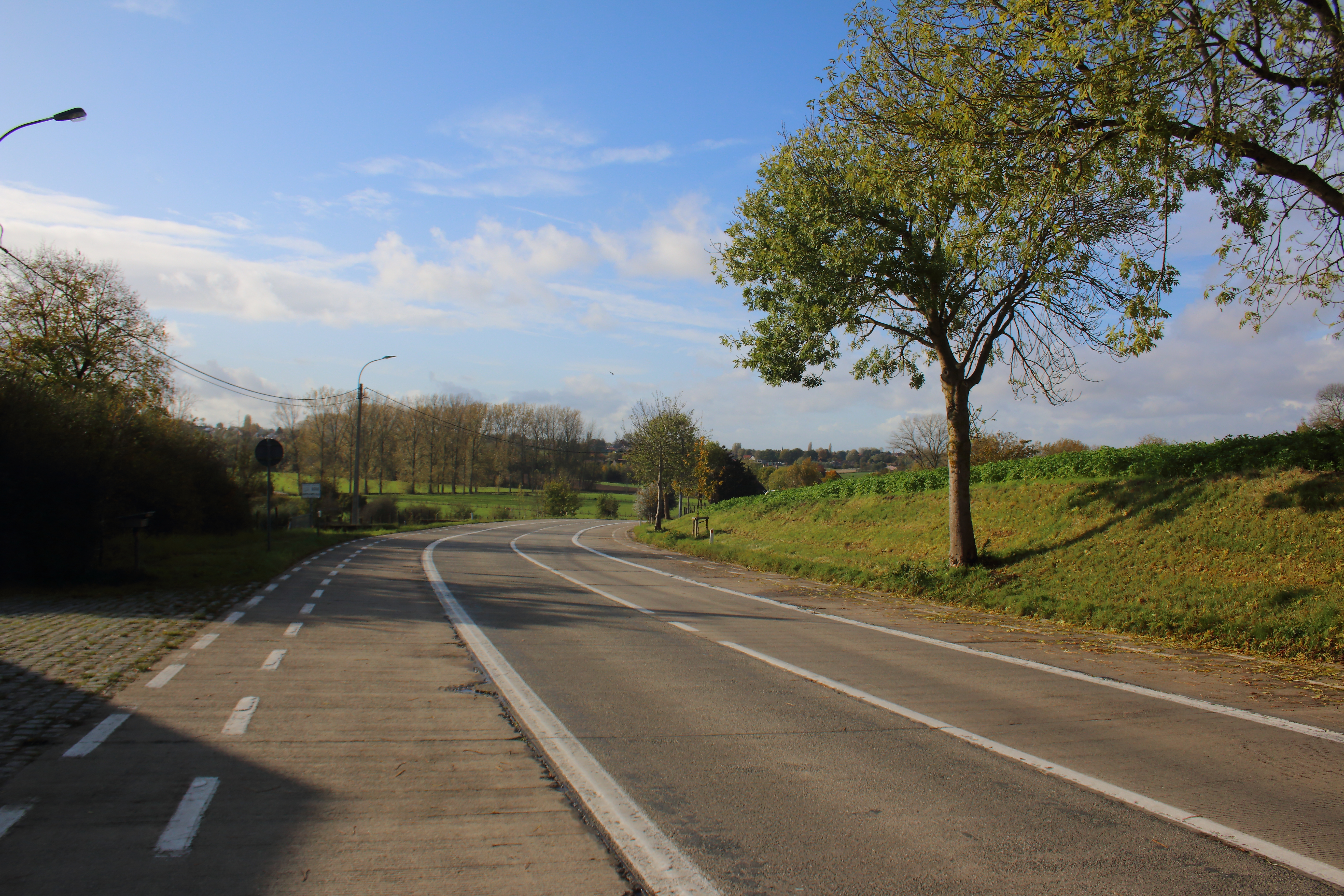